# Thomas Warner (Entdecker)
Sir Thomas Warner (* 1580; † 10. März 1649 auf St. Kitts) war ein britischer Kapitän in der Garde von Jakob I., der als Entdecker in der Karibik wirkte. 1620 war er zunächst Gouverneur der kurzlebigen englischen Kolonie von Oyapoc in Südamerika, die allerdings noch im selben Jahr aufgegeben wurde. Die Holländer kontrollierten den größten Teil dieses Territoriums.  1624 gründete Warner auf Saint Kitts die erste englische Kolonie in der Karibik.

## Leben

### Jugend und Ausbildung
Warner wurde 1580 vermutlich in Parham, Suffolk, England geboren, als Sohn von William Warner und Margaret Jermegan. Er trat in jungen Jahren der Armee bei.

### Militärische Laufbahn
Warner wurde Captain in der Leibwache des Königs James I. und im Tower in London.
1620 nahm er eine Stellung in den Kolonien an. Am 30. April 1620 reiste er mit seiner Familie nach Oyapoc im heutigen Guyana. Dort diente er als Hauptmann unter dem Gouverneur Roger North. Jakob I. widerrief jedoch nach spanischen Protesten die Charta von North' Amazon Company, und er wurde im Tower eingekerkert. Die Kolonisten wurden ihrem Schicksal überlassen.
Tomas Painton, ein anderer Hauptmann, schlug vor, dass Warner eine der Inseln der Kleinen Antillen kolonisieren sollte. 1623 verließ Warner seinen Posten in Guyana und segelte nach Norden durch den Archipel. Oyapoc wurde bald darauf von den Engländern aufgegeben.

## St. Kitts

### Frühe Ansiedlung
Nachdem er einige Inseln in Augenschein genommen hatte, entschied Warner, dass Saint Kitts für eine englische Kolonie am besten geeignet sei. Er hob ihre strategische zentrale Lage hervor, die ideal sei für Expansion, freundliche Einheimische, fruchtbare Böden, ausreichend Süßwasser und große Salzlager. Mit seiner Familie landete er an der Insel an und schloss mit den ansässigen Kalinago Frieden. Deren Anführer war Ouboutou Tegremante.
Warner ließ seine Familie auf der Insel zurück und kehrte nach England zurück, um Männer für die Gründung der Kolonie anzuwerben. Dabei wurde er von Ralph Merrifield unterstützt, einem Händler, der das Kapital zur Verfügung stellte, sowie von den Brüdern John und Samuel Jeaffreson (letzterer war der Vorfahr von Thomas Jefferson, 5. Generation). Die Jeaffresons willigten ein, ein zweites Schiff mit Siedlern und Material zu senden. Warner kehrte am 28. Januar 1624 an Bord der Hopewell nach St. Kitts zurück und gründete offiziell die Kolonie „Saint Christopher“, die erste englische Kolonie in der Karibik. Er gründete einen Hafen bei Old Road Town, unterhalb von Tegremantes Dorf.

### Ankunft der Franzosen
1625 landete ein französischer Kapitän, Pierre Belain d’Esnambuc, auf der Insel an. Er hatte eine ganze Flotte von Kolonisten zusammengestellt in der Hoffnung, eine Kolonie auf einer Insel gründen zu können, nachdem er vom Erfolg von Warner auf Saint Kitts gehört hatte. Aber seine Flotte wurde von der Spanischen Armada versenkt. Einzig sein Flaggschiff überstand den Angriff und erreichte St. Kitts an. Die Engländer erlaubten ihnen, auf der Insel zu siedeln, wodurch Saint Kitts auch die erste französische Siedlung in der Karibik wurde. Sie siedelten sich in den Überresten der Siedlung Dieppe an und bauten die Stadt wieder auf. Warner erlaubte den Franzosen auch, weitere Europäer auf die Insel zu holen, auch weil er voraussah, dass die freundliche Haltung der Kalinago gegenüber den Neuankömmlingen langsam schwand.

### Genozid an den Kalinago
Warners Bedenken erwiesen sich als berechtigt. In dem Maße, wie die europäische Population auf St. Kitts anwuchs, wuchsen auch die Vorbehalte bei Tegremante. 1626, nach einem geheimen Treffen mit den Häuptlingen der benachbarten Inseln Waitikubuli (Dominica) und Oualie, entschieden die Ureinwohner, die europäischen Siedlungen in der Nacht des nächsten Vollmonds anzugreifen. Der Plan wurde den Europäern jedoch durch die Igneri-Frau Barbe verraten. Sie war erst vor kurzem als Sklavin nach St. Kitts gebracht worden, nachdem die Kalianago eine Arawak-Siedlung überfallen hatten. Der französische Dominikaner Jean-Baptiste Du Tertre schreibt, dass sie die Kalinago hasste und in Warner (Vvaërnard) verliebt war.
Die Engländer und Franzosen verbündeten sich und griffen bei Nacht die Kariben an. Die Kolonisten töteten etwa 100 oder 120 Kariben in dieser Nacht in ihren Betten und verschonten nur die schönsten Frauen, die sie als Sklavinnen behalten wollten. Dann begannen sie Befestigungen auf der Insel zu errichten, um gegen die erwartete Invasion der Kariben von anderen Inseln gewappnet zu sein.
Du Tertre schreibt, dass in der folgenden Schlacht drei- oder viertausend Kariben gegen die Europäer antraten. Er gibt keine Zahl der getöteten Kariben an, aber berichtet, dass die gefallenen „Amerindianer“ am Strand zu einem großen Haufen zusammengetragen wurden. Die Engländer und Franzosen hatten mindestens 100 Tote zu beklagen. Anderen Berichten zufolge wurden in Bloody Point, wo sich damals die Hauptsiedlung der Kalinago auf der Insel befand mehr als 2.000 Kalinago-Männer massakriert. Viele waren von Waitikubuli (Dominica) gekommen, um am nächsten Tag die Europäer anzugreifen. Die Europäer warfen die  Leichen in den Fluss an der Stelle, wo sich der Zeremonialplatz der Kalinago befand. Wochenlang färbte Blut den Fluss rot, weshalb er den Namen Bloody River erhielt. Die überlebenden Kalinago wurden von den Europäern nach Waitikubuli deportiert.
Diese frühen Berichte sind aus der Sicht der Europäer verfasst und moderne Wissenschaftler und Historiker gehen davon aus, dass viele der Behauptungen verfälscht oder übertrieben waren, um das Morden zu rechtfertigen. Ethnologen haben die Ereignisse in ein neues Licht gerückt. Das Massaker ereignete sich im späten Januar, etwa zur Mitte der Trockenzeit. Die Kalinago bezeichneten diese als die „Jahreszeit des Fledermaus-Mannes“, weil in dieser Zeit so viele Fledermäuse auftreten. Gewöhnlich veranstalteten die Kalinago in dieser Zeit Überfälle auf die Taíno und andere Amerindians um Opfer zur Besänftigung des „Fledermausmannes“ zu erbeuten und sicherzustellen, dass die Trockenzeit zu Ende geht und die Regenzeit („Jahreszeit der Frosch-Frau“) beginnt. Die Kalinago waren von den Insel auf St. Christopher aufgrund seiner Lage zusammengekommen: Die Insel stellte ein Grenzgebiet dar und war Ausgangspunkt für die Raubzüge der Kalinago gegen die Taino. Die Europäer töteten so viele Kalinago und entheiligten deren Ritualplatz, um auch die Einwohner der benachbarten Inseln einzuschüchtern.
Nach diesem Genozid teilten die Europäer die Insel auf, wobei die Franzosen die Enden erhielten, Capisterre im Norden und Basseterre im Süden während die Briten den zentralen Teil der Insel zugesprochen bekamen. Von da aus kolonisierten sie die benachbarten Inseln. Die Engländer besetzten Nevis 1628, Antigua und Montserrat 1632. Die Franzosen kolonisierten Martinique und Guadeloupe 1635 und St. Barths 1648.
Warner war 1625 zum Governor von St. Kitts, Nevis, Barbados und Montserrat ernannt worden. Am 27. September 1629 wurde Warner in Hampton Court zum Knight Bachelor geschlagen und führte fortan den Namenszusatz „Sir“. 1643 wurde Warner zum „Parliamentary Governor of the Caribee Islands“ ernannt.
Nach dem Tod seiner ersten Frau nahm er sich eine karibische Frau Common-law marriage, mit der er eine dauernde Beziehung unterhielt. Warner starb am 10. März 1649 in St. Kitts und wurde in Middle Island beigesetzt. Seine Frau soll nach seinem Tod noch mehrere Kinder bekommen haben.

## Sklavenhandel
Nach dem Kalinago-Genozid 1626 und der folgenden Aufteilung der Insel importierte Warner tausende afrikanische Sklaven. Sie wurden zur Anlage von Zuckerrohr- und Tabakplantagen gezwungen. Über die Jahre erwarb Warner ein Vermögen, das nach Umrechnung in heutige Währung ca. 110 Mio. € betrug.

## Familie
Sir Thomas Warner soll vier Mal geheiratet haben. Seine erste Frau war Sarah Snelling, Tochter von Walter Snelling aus Dorchester, mit der er seinen ersten Sohn Edward und die Tochter Maryhatte. Mit seiner zweiten Frau Rebecca Payne hatte er die zwei Kinder Mary und Phillip Warner (1611–1689). Seine dritte Frau Anne gebar keine Kinder. Seine vierte Frau war eine Carib (Kalinago), mit der er den Sohn Thomas "Indian" Warner (1630–1674) hatte. Indian Warner wurde im Dominica-Massaker von seinem Halbbruder Phillip getötet.